# Fernando Ortega Ortega
Fernando Ortega Ortega (* 15. November 1973 in Ambato) ist ein ecuadorianischer römisch-katholischer Geistlicher und Weihbischof in Cuenca.

## Leben
Fernando Ortega Ortega besuchte die Escuela Juan Espín und später das Instituto Nacional Bolívar in Ambato, an dem er einen Abschluss in Buchhaltung und Verwaltungswissenschaft erlangte. Anschließend arbeitete er einige Zeit in diesem Beruf. Später wirkte er als Missionar in den Wäldern von Dabeiba in Kolumbien, bevor er Philosophie und Katholische Theologie am Priesterseminar Cristo Sacerdote in Ambato studierte. Fernando Ortega Ortega wurde am 27. Dezember 2005 zum Diakon geweiht und empfing am 23. Juni 2006 das Sakrament der Priesterweihe für das Bistum Ambato.
Zunächst war Fernando Ortega Ortega als Pfarrvikar der Pfarrei San Cristóbal in Patate tätig. Von 2007 bis 2011 war er Pfarrer der Pfarrei San Antonio in Cotaló, bevor er 2011 Pfarrer der Pfarrei San Lucas in Pilahuín und 2012 zusätzlich Bischofsvikar für die indigene Bevölkerung wurde. Später wurde Fernando Ortega Ortega für weiterführende Studien nach Spanien entsandt, wo er 2017 an der Universität Navarra in Pamplona ein Lizenziat im Fach Katholische Theologie erwarb. Außerdem belegte er Kurse für Ausbilder an Priesterseminaren. 2017 kehrte er in seine Heimat zurück und wurde Regens des Priesterseminars Cristo Sacerdote in Ambato. Ferner gehörte er dem Priesterrat des Bistums Ambato an und wirkte von 2013 bis 2021 in der Priesterfortbildung. Darüber hinaus leitete er ab 2021 die Organización de Seminarios del Ecuador (OSEC) und gehörte ab 2022 dem Vorstand der Organización de Seminarios Latinoamericanos (OSLAM) an. Ab 2022 fungierte Fernando Ortega Ortega als Diözesanökonom des Bistums Ambato. Daneben lehrte er am Priesterseminar Cristo Sacerdote in Ambato und an der Escuela de Teología para Laicos (ESTELA).
Am 9. Juni 2023 ernannte ihn Papst Franziskus zum Titularbischof von Thizica und zum Weihbischof in Cuenca. Der Erzbischof von Cuenca, Marco Pérez Caicedo, spendete ihm am 9. September desselben Jahres in Cuenca die Bischofsweihe; Mitkonsekratoren waren der Erzbischof von Guayaquil, Luis Gerardo Cabrera Herrera OFM, und der Bischof von Ambato, Jorge Giovanny Pazmiño Abril OP.